# Arboresze

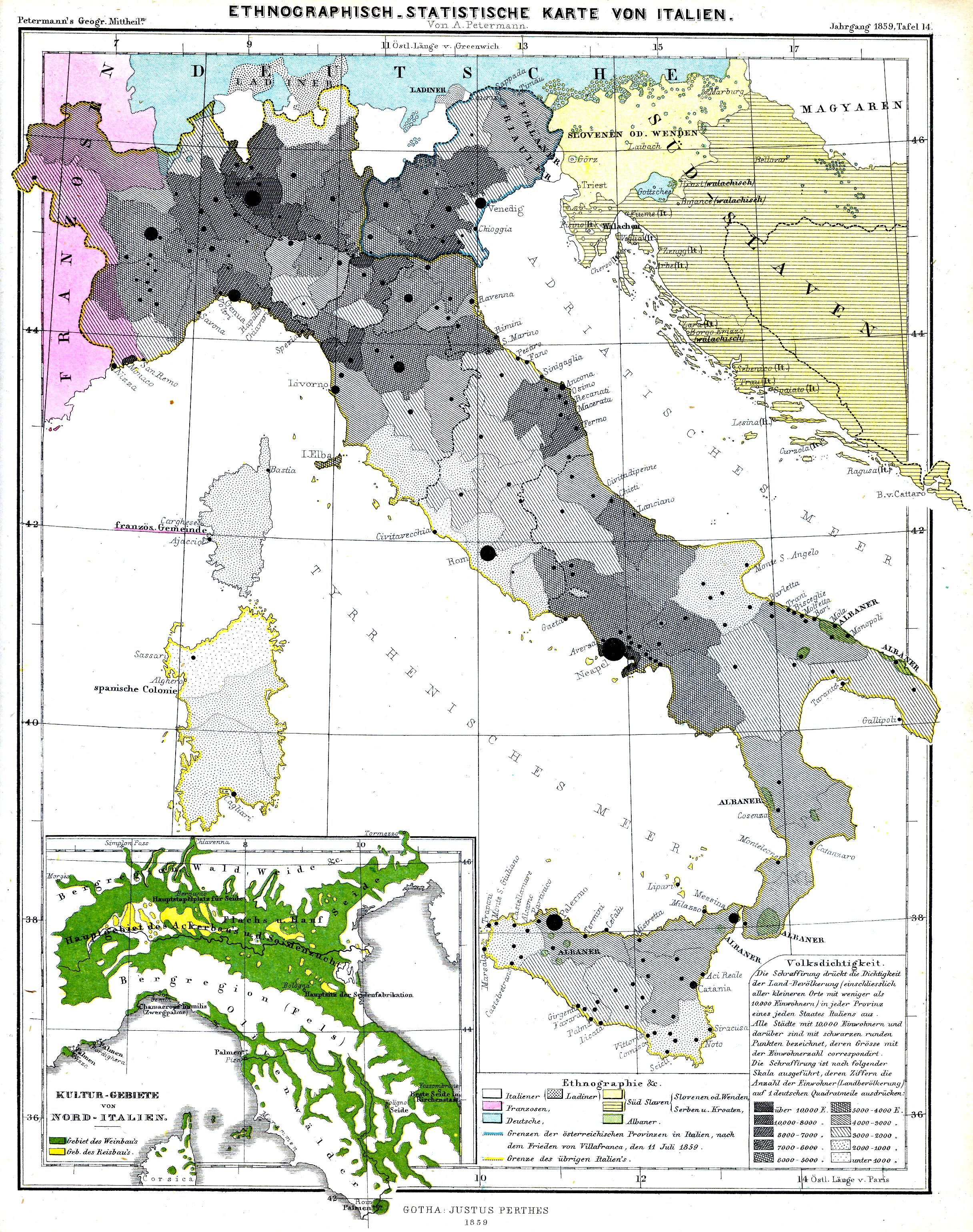
Mapa etnograficzna z 1859 Italii i płn.-zach. części Bałkanów. Na zielono zaznaczono regiony w południowej Italii zamieszkane przez Arboreszy

Arboresze (inne rzadziej używane w języku polskim nazwy: Arbaresze i Arberesze), alb. Arbëreshë – grupa etniczna zamieszkująca głównie Kalabrię we Włoszech. Uważają się za potomków Albańczyków, którzy począwszy od schyłku średniowiecza migrowali z Bałkanów do Italii. Są grekokatolikami (Kościół italo-albański).

## Historia
W 1468 roku zmarł albański bohater narodowy Gjergi Kastrioti Skanderbeg. Zasłynął w Europie jako wódz niepokonany w walce z Osmanami. Po jego śmierci lokalni możnowładcy nie byli w stanie prowadzić wspólnej i skutecznej polityki opierania się Turkom, w związku z czym tereny dzisiejszej Albanii, Serbii, Chorwacji i Bośni były sukcesywnie podbijane przez Turków. Wprawdzie, co do zasady, w imperium osmańskim panowała tolerancja religijna (system milletów), w praktyce jednak dochodziło do prześladowań i rzezi. Również nakładane na „niewiernych” podatki bywały nie do udźwignięcia, dlatego Bałkany ogarnęła fala migracji. Tysiące chrześcijan, w tym Albańczyków, podjęły wyprawę przez Adriatyk do Italii. W ciągu 200 lat napłynęło w sumie siedem dużych fal migracji, które obejmowały całe klany rodzinne, często nawet całe miejscowości. W sumie we Włoszech osiedliło się około pół miliona Albańczyków. 
W odróżnieniu od Skiptarów, jak nazywają się Albańczycy, pozostali w Albanii, nazwali się oni Arboreszami, na pamiątkę regionu Arbënor, z którego wywodzili się pierwsi uchodźcy.
Arboresze osiedli się na południu Włoch, dzisiaj albańskie wsie znajdują się również na Sycylii, w Apulii i Molise (zwłaszcza Campobasso). Wielu Arboreszów walczyło o jedność Włoch w wojskach Garibaldiego, a dziś co druga wioska chlubi się wojennym pomnikiem ku czci „eroi albanesi”, którzy szli do boju przeciwko Habsburgom lub za Mussolinim.

## Teraźniejszość
Najwięcej ich mieszka w Kalabrii, gdzie w około trzydziestu miejscowościach można jeszcze na ulicy lub w barze usłyszeć język, znacznie różniący jednak od języka albańskiego w standardzie literackim.
Pomimo procesów asymilacyjnych dzisiaj nadal około 100 000 mieszkańców Włoch uważa się za Arboreszów, z dumą kultywuje swój język i liczne albańskie tradycje. Katoliccy księża Arboreszów w początkach ery nowożytnej otrzymali od papieży prawo do zawierania małżeństw i odprawiania nabożeństw w obrządku greckim. Do niedawna pojęcie „minoranza” było we włoskim społeczeństwie nacechowane raczej negatywnie, dopiero istniejąca od 1999 roku ustawa uznaje istnienie mniejszości albańskiej we Włoszech.
Ze względu na intensywne w XX i XXI wieku procesy asymilacyjne, wsie arboreskie tracą swoją tożsamość. Proces asymilacji został gwałtownie przyspieszony w połowie XX w. za sprawą industrializacji i masowej migracji do miast młodych pokoleń. Wsie kalabryjskie często są niemal wymarłe, przeto następuje zerwanie więzi międzypokoleniowej.

## Znani Arboresze
- Klemens XI – papież
- Nicola Barbato – chirurg i polityk PSI, poseł do włoskiej Izby Deputowanych